# Edificio en calle Sant Llorenç 3 de Alcoy
El edificio en la calle Sant Llorenç número 3, situado en la ciudad de Alcoy (Alicante), España, es un edificio residencial de estilo modernista valenciano construido en el año 1910, que fue proyectado por el arquitecto Timoteo Briet Montaud.

## Descripción
El edificio es obra del arquitecto contestano Timoteo Briet Montaud en 1910. Fue la casa natalicia del pintor alcoyano Fernando Cabrera Cantó. 
El edificio consta de planta baja y cuatro plantas. La fachada tiene un estilo racionalista aunque en la última altura se aprecian motivos geométricos modernistas típicos de la corriente Sezession, estilo que siguió Timoteo Briet en todas sus obras de carácter modernista.